# Wasco (Kalifornia)
Wasco város az USA Kalifornia államában, Kern megyében. Lakosainak száma 27 047 fő (2020. április 1.).

## Népesség
A település népességének változása:

| 2010 | 25 545 |
| 2020 | 27 047 |